# Sara van Baalbergen
Sara van Baalbergen (* 1607 in Haarlem; † nach 1638) war eine niederländische Malerin des Goldenen Zeitalters, der Blütezeit der niederländischen Kunstproduktion im 17. Jahrhundert. Sie war die erste Frau, die 1631 in die Lukasgilde, eine zunftähnliche Bruderschaft der Haarlemer Maler, aufgenommen wurde.

## Leben und Werk
Über das Leben der zu Beginn des 17. Jahrhunderts in Haarlem geborenen Sara van Baalbergen, die Ölgemälde anfertigte, ist wenig bekannt. Sie war die Tochter des flämischen Kaufmanns Andries von Baelberge und seiner Frau Beatrix van Radik und eine Zeitgenossin der ebenfalls aus Haarlem stammenden, aber weitaus bekannteren Malerin Judith Leyster.
Gemäß der Datenbank des Niederländischen Instituts für Kunstgeschichte (RKD) in Den Haag war Sara van Baalbergen im Jahre 1631 das erste weibliche Mitglied der St.-Lukas-Malergilde in Haarlem, der bis dahin nur Männer angehörten. Erst zwei Jahre später wurde Judith Leyster dort ebenfalls als Mitglied aufgenommen. Auch für die Jahre 1634 bis 1638 wird Sara van Baalbergen als Gildemitglied gelistet. 1634 waren sie und Judith Leyster die einzigen Frauen neben 58 männlichen Gildemitgliedern. Insgesamt sind nur drei niederländische Künstlerinnen bekannt, die einer Gilde beitraten.
Im Jahre 1634 heiratete sie den Landschaftsmaler Barent van Eysen, einen späteren Schüler von Vincent van der VinneK (1628–1702). Nach 1638 verliert sich ihre Spur. Ihre Werke sind nicht überliefert.

## Trivia
Der australische Schriftsteller Dominic Smith wählte Sara van Baalbergen zum Vorbild für die Protagonistin namens Sara de Vos in seinem 2016 veröffentlichten Roman The Last Painting of Sara de Vos, der 2017 unter dem Buchtitel Das letzte Bild der Sara de Vos auch auf Deutsch erschien.